# Ford v Ferrari
Ford v Ferrari is een Amerikaanse biografische sportfilm uit 2019 onder regie van James Mangold. De hoofdrollen worden vertolkt door Christian Bale en Matt Damon. In Europa werd de film uitgebracht onder de titel Le Mans '66.

## Verhaal
Een team van Amerikaanse ingenieurs en technici onder leiding van Carroll Shelby wordt samen met de Britse racepiloot Ken Miles door autobonzen Henry Ford II en Lee Iacocca ingeschakeld om een Ford-raceauto te ontwerpen die in 1966 op de 24 uur van Le Mans de strijd moet aangaan met Ferrari.

## Rolverdeling
| Acteur             | Personage       |
| ------------------ | --------------- |
| Christian Bale     | Ken Miles       |
| Matt Damon         | Carroll Shelby  |
| Caitriona Balfe    | Mollie Miles    |
| Tracy Letts        | Henry Ford II   |
| Jon Bernthal       | Lee Iacocca     |
| Remo Girone        | Enzo Ferrari    |
| JJ Feild           | Roy Lunn        |
| Noah Jupe          | Peter Miles     |
| Josh Lucas         | Leo Beebe       |
| Jack McMullen      | Charlie Agapiou |
| Benjamin Rigby     | Bruce McLaren   |
| Ray McKinnon       | Phil Remington  |
| Alex Gurney        | Dan Gurney      |
| Adam Mayfield      | Lloyd Ruby      |
| Corrado Invernizzi | Franco Gozzi    |
| Gian Franco Tordi  | Gianni Agnelli  |

## Productie

### Ontwikkeling
|                                                       |  |  |
| Hoofdrolspelers Christian Bale (links) en Matt Damon. |  |  |

In juni 2009 bracht auteur A.J. Baime het non-fictieboek Go Like Hell: Ford, Ferrari, and Their Battle for Speed and Glory at Le Mans uit. Enkele maanden later raakte bekend dat 20th Century Fox het boek zou verfilmen en verklaarde producent Lucas Foster dat onder meer Brad Pitt en Josh Brolin overwogen werden voor de hoofdrollen.
In 2010 werd bericht dat scenarist Jason Keller was ingeschakeld om het boek tot een script om te vormen en dat de studio Michael Mann voor ogen had als regisseur. In Kellers oorspronkelijk script lag de focus op zowel het Ford- als het Ferrariteam. De samenwerking met Mann, die al sinds 1993 plannen had om een biografische film over Enzo Ferrari te regisseren, ging uiteindelijk niet door. In de daaropvolgende jaren werd hij samen met Christian Bale opnieuw aan een biografische film over Enzo Ferrari gelinkt.
In 2013 raakte bekend dat de studio Baimes boek wilde laten verfilmen door regisseur Joseph Kosinski en met Brad Pitt en Tom Cruise als hoofdrolspelers. Kosinski en Cruise hadden even voordien al samengewerkt aan de sciencefictionfilm Oblivion (2013). Naast Keller schreven ook de broers Jez en John-Henry Butterworth een versie van het script. De samenwerking met Kosinski werd uiteindelijk om budgettaire redenen stopgezet.
In februari 2018 werd James Mangold in dienst genomen om het project te regisseren. Toen Mangold zijn versie van de film aan de productieverantwoordelijke van Fox voorstelde, gaf hij toe dat hij niet echt vertrouwd was met de autowereld en vooral geïnteresseerd was in de 'yin-yangrelatie' tussen de personages Shelby en Miles.

### Casting
Aanvankelijk werden Brad Pitt, Tom Cruise en Josh Brolin overwogen als hoofdrolspelers. In februari 2018, toen bekend werd gemaakt dat Mangold het project zou regisseren, werden Christian Bale en Matt Damon aan de hoofdrollen gelinkt. Bale was eerder ook al in aanmerking gekomen voor de hoofdrol in een biografische film over Enzo Ferrari en werkte in het verleden met Mangold ook samen aan de western 3:10 to Yuma (2007). In mei 2018 werd de casting van Bale en Damon bevestigd en werden ook Caitriona Balfe en Noah Jupe aan het project toegevoegd.
In de daaropvolgende maanden werd de cast uitgebreid met Jon Bernthal, Jack McMullen, Tracy Letts en JJ Feild. Bernthal kreeg de rol van de beroemde autobaas Lee Iacocca, die enkele maanden voor de première van de film overleed.
Bale, die voor zijn rol als Dick Cheney in Vice (2018) zo'n 20 kg was aangekomen, besloot voor zijn rol als autopiloot Ken Miles opnieuw te vermageren. Op zes maanden viel hij iets meer dan 20 kg af om Miles te vertolken.

### Opnames
De opnames gingen op 30 juli 2018 van start en duurden 67 dagen. Er werd gefilmd in onder meer Californië, New Orleans en Atlanta. Net buiten Los Angeles werd er op een privélandingsbaan een racecircuit nagebouwd. Er werd ook op locatie gefilmd in Le Mans (Frankrijk). De opnames werden geleid door director of photography Phedon Papamichael.
Marco Beltrami werd in dienst genomen om de filmmuziek te componeren. Hij had eerder al met Mangold samengewerkt aan 3:10 to Yuma (2007), The Wolverine (2013) en Logan (2017).

## Release
Ford v Ferrari ging op 30 augustus 2019 in première op het filmfestival van Telluride.
De Amerikaanse release was oorspronkelijk gepland voor 28 juni 2019. In februari 2019 werd de première uitgesteld naar 15 november 2019. In België en Nederland werd de film op respectievelijk 13 en 14 november 2019 uitgebracht onder de titel Le Mans '66.

## Prijzen en nominaties
| Jaar | Prijs                    | Categorie                 | Genomineerde(n)                   | Uitslag     |
| ---- | ------------------------ | ------------------------- | --------------------------------- | ----------- |
| 2019 | National Board of Review | Top 10 films van het jaar | Top 10 films van het jaar         | Gewonnen    |
| 2020 | Golden Globes            | Beste acteur (drama)      | Christian Bale                    | Genomineerd |
| 2020 | Critics' Choice Awards   | Beste film                | Beste film                        | Genomineerd |
| 2020 | Critics' Choice Awards   | Beste camerawerk          | Phedon Papamichael                | Genomineerd |
| 2020 | Critics' Choice Awards   | Beste montage             | Andrew Buckland, Michael McCusker | Genomineerd |
| 2020 | Critics' Choice Awards   | Beste actiefilm           | Beste actiefilm                   | Genomineerd |
| 2020 | Critics' Choice Awards   | Beste visuele effecten    | Beste visuele effecten            | Genomineerd |
| 2020 | BAFTA Awards             | Beste camerawerk          | Phedon Papamichael                | Genomineerd |
| 2020 | BAFTA Awards             | Beste montage             | Andrew Buckland, Michael McCusker | Gewonnen    |
| 2020 | BAFTA Awards             | Beste geluid              | Beste geluid                      | Genomineerd |
| 2020 | Academy Awards           | Beste film                | Beste film                        | Genomineerd |
| 2020 | Academy Awards           | Beste montage             | Andrew Buckland, Michael McCusker | Gewonnen    |
| 2020 | Academy Awards           | Beste geluidsmontage      | Beste geluidsmontage              | Gewonnen    |
| 2020 | Academy Awards           | Beste geluidsmix          | Beste geluidsmix                  | Genomineerd |